# Бушман (Marvel Comics)
Рау́ль Бу́шман (англ. Raoul Bushman), также известный как Ро́альд Бушман (англ. Roald Bushman) — вымышленный персонаж, появляющийся в американских комиксах, издаваемых компанией Marvel Comics. Он изображается как враг Марка Спектра / Лунного Рыцаря

## История публикации
Рауль Бушман был создан Дугом Мёнчем, впервые дебютировав в комиксе Moon Knight #1 (ноябрь, 1980).
Впоследствии персонаж появляется в комиксах Moon Knight #9-10 (июль — август, 1981), Marc Spector: Moon Knight #1-3 (июнь — август, 1989), #11-16 (февраль — июль, 1990), #37 (апрель, 1992), Moon Knight: Resurrection War #1 (январь, 1998), #3-4 (март — апрель, 1998), Moon Knight vol. 3 #2-3 (июль — август, 2006), #6 (ноябрь, 2006) и #10 (июль, 2007), а также в Vengeance of the Moon Knight #3-6 (ноябрь, 2009 — март, 2010).
Бушман возвращается во время корпоративного перезапуска Marvel Legacy, который начинается с выпуска Moon Knight #188, написанного Максом Бемисом, который также страдал психическими расстройствами, и нарисованного Джейсеном Берроузом.
Бушман получил запись в Официальном справочнике по обновлению вселенной Marvel '89 #1.

## Биография
Бушман работал наёмником в Судане, в то время как Марк Спектор был его бывшей правой рукой. Бушман и наёмники настигли доктора Питера Альрауна и его дочь Марлен Альраун и попытались убить обоих, чтобы украсть египетское золото, которое обнаружил Альраун. Спектор, возмущённый бессмысленным убийством Бушмана, пытается спасти Альрауна и его дочь, однако Бушман убивает Питера Альрауна, а затем избивает Спектора до полусмерти. Находясь на грани смерти, Спектор встречает дух древнеегипетского бога луны Хонсу и принимает личность Лунного Рыцаря. В новом обличье Спектор побеждает Бушмана, а также спасает Альраунов и их найденное египетское золото. В конце концов, Лунный Рыцарь противостоит Бушману, отрезает ему лицо и в конечном счёте убивает.

### Возвращение
Бушман был воскрешён криминальным авторитетом Капюшоном, используемым силы Дормамму. Он нанимает врага Призрачного гонщика — Пугало, чтобы проникнуть в Рэйвенкрофт. Они проводят пациентам лоботомию, чтобы создать армию. Лунному Рыцарю удаётся остановить армию, и он выслеживает Бушмана. Хонсу требует, чтобы Лунный Рыцарь принёс Бушмана в жертву, но Лунный Рыцарь отказывается убивать его снова и отдаёт его в психиатрическую лечебницу.
Рауль Бушман снова появляется в виде толстого наркоторговца, и встречает «Пациента 86», который оказался аватаром бога Ра по имени Король-Солнце. Они придумывают план убийства Лунного Рыцаря, и чтобы выполнить его, Бушман и Король-Солнце отправиляются в дом Марлен Альраун и обнаруживают, что у неё и Джейка Локли, аспекта Лунного Рыцаря, есть общий ребёнок, к большому шоку Марка Спектра и Стивена Гранта. Он похищает Марлин и заставляет Лунного Рыцаря сесть на корабль, чтобы отправиться на остров на поединок с Королём-Солнце. Во время плавания на корабле Раулю отрубают два пальца, и в конце концов он покидает Короля-Солнца, когда его побеждает Лунный Рыцарь.

## Силы и способности
Бушман не обладает сверхчеловеческими способностями, однако является экспертом в партизанской войне и прекрасно владеет большинством видов обычного огнестрельного оружия. Он обладает максимальной человеческой физической силой, очень атлетичен и ловок. Иногда он использует металлические зубы, чтобы в рукопашном бою притянуть врага к себе и разорвать его зубами.

## Вне комиксов
- Бушман фигурирует как враг в виртуальной игре в пинбол Moon Knight для Pinball FX 2, выпущенной Zen Studios.
- Бушман упоминается в телесериале «Лунный рыцарь» (2022), действие которого происходит в медиафраншизе «Кинематографическая вселенная Marvel». Он описан как лидер наёмников и бывший товарищ и командир Марка Спектра. Им двоим было приказано совершить налёт на египетскую гробницу, однако Бушман, вопреки возражениям Спектора, принимает решение убить всех свидетелей, в том числе и Марка.